# محوطه قلابوزو ۱
محوطه قلابوزو ۱ مربوط به دوره ساسانیان است و در شهرستان دره‌شهر، بخش مرکزی، دهستان ارمو، ۱/۶ کیلومتری جنوب غرب دهستان ارمو واقع شده و این اثر در تاریخ ۲۶ دی ۱۳۸۶ با شمارهٔ ثبت ۲۰۶۵۳ به‌عنوان یکی از آثار ملی ایران به ثبت رسیده است.